# La miel amarga
La miel amarga es una película de Argentina filmada en colores dirigida por Jerry Denby sobre el guion de Mary Catherine Harold que se realizó en  1974 y nunca fue estrenada comercialmente. Tuvo como actores principales a Marcela López Rey, Mary Catherine Harold y Wayne Gerolaman.

## Sinopsis
Una mujer latina que vive en Nueva York es, inesperadamente, abandonada por su marido y se va a pasar unas vacaciones de campo, donde se encuentra con un antiguo amigo y compatriota con el que inicia un romance pero cuatro hombres irrumpen abruptamente y le hacen vivir horas de terror.

## Reparto
- Marcela López Rey	  ... Bianca
- Wayne Gerolaman	  ... Mark
- Juan Allende	  ... Luis
- Andrés Brayllard	  ... José María
- Martirio Segovia	  ... Martyrio, la Mucama
- Carleton Tyrrell	  ... Sam
- Michael Gerolaman	  ... Joe
- Oscar Uribe	  ... Hombre en la Calle
- Mary Catherine Harold	  ... Mujer en el Teatro
- Luis Henninger	  ... Doctor
- K. White	  ... Doctora